# Comuna Samiilîci, Șațk
Samiilîci (în ucraineană Самійличі) este o comună în raionul Șațk, regiunea Volînia, Ucraina, formată din satele Homîci, Pehî, Polojeve și Samiilîci (reședința).

## Demografie
Componența lingvistică a satului Samiilîci
     Ucraineană (99,8%)
     Alte limbi (0,2%)
Conform recensământului din 2001, majoritatea populației satului Samiilîci era vorbitoare de ucraineană (99,8%), existând în minoritate și vorbitori de alte limbi.